# Afrofittonia
Afrofittonia là chi thực vật có hoa trong họ Acanthaceae.